# Asterix e Cleopatra (film)
Asterix e Cleopatra (Astérix et Cléopâtre) è un film del 1968 diretto da René Goscinny e Albert Uderzo. È il secondo film d'animazione tratto dalla serie a fumetti Asterix di Goscinny e Uderzo, ed è un adattamento dell'omonimo albo. Il film fu realizzato dalla Belvision sotto la supervisione dei due autori, che erano rimasti insoddisfatti dal precedente Asterix il gallico prodotto a loro insaputa. Ciò nonostante, Goscinny e Uderzo rimasero comunque delusi dall'aspetto visivo del film, ritenendo che sarebbe servita una loro presenza quasi permanente con gli animatori per effettuare numerosi controlli e correzioni. Il film uscì in Francia il 19 dicembre 1968.

## Trama
Dopo un'accesa discussione con Giulio Cesare sulla sua mancanza di fiducia nel popolo egiziano, Cleopatra scommette di essere in grado di fargli costruire in tre mesi un magnifico palazzo ad Alessandria d'Egitto. La regina dà questo compito all'architetto Numerobis nonostante la sua incapacità, informandolo che sarà coperto d'oro se riesce o gettato in pasto ai coccodrilli se fallisce. Rendendosi conto dell'insormontabilità dell'impresa, Numerobis si reca in Gallia per chiedere aiuto al famoso druido Panoramix, suo vecchio amico. Quest'ultimo accetta di tornare in Egitto con Numerobis, accompagnato da Asterix, Obelix e il cagnolino Ercolino. Durante il viaggio, la nave di Numerobis viene attaccata da una ciurma di pirati, ma la loro nave viene facilmente affondata da Asterix e Obelix. Arrivato in Egitto, Numerobis riceve dall’architetto rivale Von Klappe la proposta di collaborare per costruire il palazzo di Cesare in tempo e dividere il compenso tra di loro, ma Numerobis rifiuta.
Per vendicarsi, Von Klappe convince gli operai di Numerobis a scioperare. Per conquistarli e migliorare la loro produttività, Panoramix dà ai lavoratori la sua pozione magica, che permette loro di continuare senza sforzo la costruzione del palazzo. Von Klappe allora incarica il suo tirapiedi Tournevis di corrompere il fornitore di pietre per scaricare la successiva spedizione nel Nilo, e i Galli sono costretti a scortare una flotta di navi per andare a prenderne ancora. Lungo il percorso i tre amici decidono di visitare la necropoli di Giza, ma vengono intercettati da Tournevis che, spacciandosi per guida turistica, li intrappola nella Piramide di Cheope. Panoramix dà allora a Obelix il suo primo assaggio di pozione magica per fargli sfondare le porte di pietra, ma i Galli riescono a uscire dal labirinto solo grazie al fiuto di Ercolino. Von Klappe e Tournevis assumono quindi i pirati per attaccare la flotta al suo rientro ad Alessandria, ma essi vengono sconfitti nuovamente. In un ultimo sforzo per fermare i tre Galli, Von Klappe dona a nome loro a Cleopatra una torta avvelenata. I Galli vengono gettati in prigione dopo che l'assaggiatore della regina si ammala, ma Panoramix porta un antidoto che permette loro di mangiare il resto della torta (dando l'impressione che fosse innocua) e di curare l'assaggiatore sostenendo che avesse un'indigestione. I Galli sono graziati e catturano Von Klappe e Tournevis, condannandoli a lavorare per Numerobis come braccianti.
Cesare, nel frattempo, apprende grazie a una spia che i Galli e la loro pozione magica sono coinvolti nel successo della costruzione, così ordina ai suoi tre pretoriani di rapire Panoramix e rovesciare il calderone. Ma Asterix e Obelix, venuti a conoscenza dell'accaduto, liberano prontamente Panoramix. In preda alla disperazione, Cesare tiene il cantiere sotto assedio e bombarda il palazzo incompleto con dei massi. Asterix porta allora un messaggio di Numerobis a Cleopatra, che interviene costringendo Cesare a togliere l'assedio e, nonostante i danni, il palazzo viene completato nei tempi previsti. Numerobis viene ricoperto d'oro e si riconcilia con von Klappe. I Galli, dopo una sontuosa festa, sono scortati a casa a bordo della nave di lusso di Cleopatra, con grande disappunto dei coccodrilli sacri.

## Distribuzione

### Data di uscita
Le date di uscita internazionali sono state:
- 19 dicembre 1968 in Francia
- 11 settembre 1969 in Italia
- 24 settembre negli Stati Uniti (Asterix and Cleopatra)
- 11 dicembre nei Paesi Bassi (Asterix en Cleopatra)
- 19 dicembre in Portogallo (Astérix e Cleópatra)
- 20 dicembre in Spagna (Astérix y Cleopatra)
- 26 dicembre in Brasile (Astérix e Cleópatra)
- 1º gennaio 1970 nel Regno Unito (Asterix and Cleopatra)
- 20 marzo in Germania Ovest (Asterix und Kleopatra)
- 28 agosto in Finlandia (Asterix ja Kleopatra)
- 16 ottobre in Danimarca (Asterix og Kleopatra)
- novembre 1972 in Turchia (Bücür ve Kleopatra - Asterix)
- 6 agosto 1987 in Ungheria (Asterix és Kleopátra)

### Edizione italiana
Il doppiaggio italiano è stato eseguito dalla C.D.C. I dialoghi, a cura di Claudio Razzi, non tengono conto della traduzione degli albi, cambiando nomi a Parabris (che viene chiamato col suo nome originale Tournevis, "cacciavite") e Idefix (che diventa Ercolino). Inoltre l'adattamento è piuttosto libero, e aggiunge numerose caratteristiche assenti nella versione originale. Oltre al dialetto romanesco attribuito ai romani (incluso Cesare, a differenza del film precedente) e a quello veneto assegnato stavolta a Barbarossa, sono state fatte le seguenti modifiche:
- Numerobis, malgrado il nome invariato, viene definito un "muratore siculo emigrato in Egitto", cambiando un paio di dialoghi che si riferiscono a lui e facendolo quindi parlare in siciliano;
- Stocafis viene trasformato in un teutonico di nome von Klappe, assegnandogli un accento tedesco e facendolo diventare una parodia di Adolf Hitler tramite il cambiamento di alcuni dialoghi (Panoramix lo chiama "figlio di una SS", Parabris invece "mein Führer", mentre lui stesso rimpiange di non avere a disposizione i propri panzer);
- vengono cambiati alcuni dialoghi per aggiungere altri riferimenti anacronistici alle automobili, ai prefabbricati in architettura, alla chirurgia plastica, all'antidoping e all'allunaggio in televisione;
- i mercenari egiziani a cui Cesare si affida vengono trasformati in pretoriani, e quindi fatti parlare in romanesco.

Nel cast, rispetto ad Asterix il gallico, riprendono il loro ruolo solo Oreste Lionello, Gino La Monica e Roberto Bertea.

### Edizioni home video
In Italia il film fu distribuito in VHS negli anni ottanta dalla Domovideo e nel 1995 dalla Fox Video. Il 3 ottobre 2001 fu ripubblicato in VHS e DVD-Video dalla Eagle Pictures. Il DVD non include l'audio originale francese, e i titoli di testa e di coda sono quelli dell'edizione in inglese.